# Осава (річка)
Осава — річка в Україні, у Хустському районі Закарпатської області. Права притока Ріки (басейн Дунаю).

## Опис
Довжина річки 19 км, похил річки — 30 м/км. Площа басейну 40,0 км².

## Розташування
Бере початок на північній стороні від вершини Ясенії. Тече переважно на південний захід через Слоповий, Липецьку Поляну, Липчу. Впадає в річку Ріку праву притоку Тиси.